# Richtlinie 89/552/EWG (Fernsehrichtlinie)
Die Richtlinie 89/552/EWG des Rates vom 3. Oktober 1989 zur Koordinierung bestimmter Rechts- und Verwaltungsvorschriften der Mitgliedstaaten über die Ausübung der Fernsehtätigkeit ist eine inzwischen aufgehobene Richtlinie des Rates der Europäischen Gemeinschaften. Sie wurde am 3. Oktober 1989 beschlossen, später mehrfach geändert und schließlich 2010 durch die Richtlinie über audiovisuelle Mediendienste (Richtlinie 2010/13/EU) ersetzt. Ihr Ziel war, durch die Schaffung eines harmonisierten rechtlichen Rahmens Hindernisse für die Herstellung und Verbreitung von Fernsehprogrammen zu beseitigen, faire Wettbewerbsbedingungen zu gewährleisten und auch den freien Informationsfluss und Meinungsaustausch in der Gemeinschaft zu sichern.
Durch die Richtlinie über audiovisuelle Mediendienste (Richtlinie 2007/65/EG), auch AVM-Richtlinie genannt, vom 11. Dezember 2007, in Kraft getreten am 19. Dezember 2007, wurde die Richtlinie 89/552/EWG grundlegend novelliert und in ihrem Geltungsrahmen deutlich erweitert. Die Richtlinie über audiovisuelle Mediendienste war von den Mitgliedstaaten der Europäischen Union bis zum 19. Dezember 2009 in nationales Recht umzusetzen.

## Entstehungsgeschichte
Das Grünbuch Fernsehen ohne Grenzen von 1984 war die Voraussetzung für die am 3. Oktober 1989 erlassene und 1997 novellierte Fernsehrichtlinie, die „ein kunstvoll gestricktes Kompromisswerk zwischen den einflussstärksten Staaten der [EU]“ darstellt. Sie unterliegt dem zentralen Grundgedanken der föderalen Gemeinschaft, dem Subsidiaritätsprinzip, das erstmals im Maastrichter Vertrag ausdrücklich formuliert wurde. Es besagt, dass die EU in Bereichen, die nicht in ihre ausschließliche Zuständigkeit fallen, nur tätig werden darf, wenn die Ziele und Maßnahmen auf der Ebene der Mitgliedstaaten nicht ausreichend erreicht werden können und die Umsetzung auf Gemeinschaftsebene besser erfolgen kann.
Zu den zentralen Zielbestimmungen der Richtlinie zählte der „freie Verkehr von [Fernseh-]Sendungen innerhalb der Gemeinschaft“. Weiter hieß es:

„Der Vertrag sieht den freien Verkehr aller in der Regel gegen Entgelt erbrachten Dienstleistungen vor, und zwar unbeschadet ihres kulturellen oder sonstigen Inhalts […]“

Die Richtlinie wirkte allerdings nur teilharmonisierend, das heißt den Mitgliedern stand es frei, strengere Bestimmungen im Land für Fernsehveranstalter zu erlassen. Grundsätzlich war jedoch der uneingeschränkte Empfang von Fernsehprogrammen aus allen anderen EU-Mitgliedstaaten im eigenen Hoheitsgebiet zu gewährleisten, auch wenn diese andere und zum Teil liberalere Regelungen vorsahen.

## Inhalte der Fernsehrichtlinie
Die wichtigsten Regelungen der Fernsehrichtlinie waren das Sendestaatsprinzip und freier Empfang, die Quotenregelung, die Werbung, der Jugendschutz und das Recht auf Gegendarstellung.

### Sendestaatsprinzip und freier Empfang
Diese beiden Bestimmungen bildeten eine wichtige Voraussetzung. Jeder Mitgliedstaat war dazu verpflichtet, den freien Empfang von richtlinien-konformen Fernsehsendungen zu gewährleisten. Er war nicht berechtigt einem Sender beziehungsweise einem bestimmten Programm die Weiterverbreitung im Land zu verbieten. Eine derartige Aussetzung war selbst dann unzulässig, wenn vom jeweiligen Mitgliedstaat strengere Vorschriften für nationale Anbieter erlassen wurden und diese vom ausländischen Sender nicht eingehalten wurden. Des Weiteren mussten die Mitgliedstaaten dafür sorgen, dass alle inländischen Anbieter die Vorschriften der Fernsehrichtlinie einhielten. Grundsätzlich galt, dass innerhalb der Europäischen Union jeweils nur ein Land für die Rechtsaufsicht über einen in der EU niedergelassenen Programmveranstalter zuständig ist. Welcher Mitgliedstaat das war, hängt maßgeblich davon ab, in welchem Land der betreffende Programmveranstalter seinen Verwaltungssitz und sein Sendepersonal hatte. Da die Überwachungspflicht nur auf das eigene Land beschränkt war, durfte der Empfangsstaat aufgrund des Sendestaatsprinzips nicht mehr die Weiterverbreitung eines ausländischen Programms behindern. Hierbei galt ebenfalls, dass für nationale Fernsehveranstalter strengere Vorschriften formuliert werden können.

### Quotenregelung
Diese Regelung enthielt sowohl wirtschaftliche als auch kulturelle Aspekte. Die EU-Staaten waren verpflichtet „den Hauptanteil der Sendezeit europäischen Werken [aus den Bereichen Information, Bildung, Kultur und Unterhaltung] und zusätzlich mindestens 10 Prozent der Sendezeit oder der Programmmittel unabhängigen Produzenten solcher Werke vorzubehalten“. Unter europäischen Werken verstund man nicht nur die Produktionen von EU-Mitgliedstaaten, sondern auch Produktionen aus Staaten, die sich dem Europaratsabkommen gegenüber verpflichtet hatten. Die Bestimmung zur Quotenregelung wurde von Seiten Frankreichs initiiert, wo schon seit Jahren eine nationale Quotenpolitik praktiziert wird. Sie war nicht rechtsverbindlich, sondern stellte lediglich eine politische Absichtserklärung dar.
Diese Quote sollte jedes Land schrittweise versuchen zu erreichen, jedoch durfte der Anteil an europäischen Produktionen nicht unter dem 1988, bei Griechenland und Portugal 1990, festgestellten Anteil liegen. Ab dem 3. Oktober 1991 mussten die Mitgliedstaaten alle zwei Jahre Rechenschaft in Form eines Berichtes bei der Kommission ablegen.

### Werbung
Bei den Bestimmungen zur Fernsehwerbung wägte die EU-Kommission Marktinteressen gegenüber Verbraucherinteressen ab. Obwohl die Werbung eine Dienstleistung darstellt und deren Liberalisierung den freien Waren- und Dienstleistungsverkehr fördern würde, gab es zum Schutz der Verbraucher Beschränkungen zur Fernsehwerbung. In der Richtlinie sind quantifizierende Limits für die Werbung vorgegeben. Beispielsweise durfte die Werbung „[m]aximal 15 Prozent der täglichen Sendezeit und maximal 20 Prozent pro Stunde“ betragen. Dieses Limit konnte bei Teleshopping auf 20 Prozent pro Sendetag angehoben werden, wobei Teleshopping nur maximal eine Stunde täglich gesendet werden durfte.
Untersagt war die Werbung für Zigaretten, Tabakerzeugnisse und verschreibungspflichtige Medikamente. Alkoholwerbung war nur bedingt erlaubt und direkte Kaufappelle an Minderjährige (siehe auch Pester Power) waren verboten. Grundsätzlich musste die Werbung erkennbar sein und in Blöcken ausgestrahlt werden. Unterbrecherwerbung war eingeschränkt, aber nicht verboten. Den Mitgliedstaaten war vorbehalten, strengere Regelungen für nationale Fernsehveranstalter zu erlassen.

### Jugendschutz
„Pornographische und Gewalttätigkeiten zeigende Filme [und Programme] sind […] grundsätzlich verboten, [da sie] die körperliche, geistige und sittliche Entwicklung von Minderjährigen schwer beeinträchtigen können.“ Dieses Verbot galt nicht für Programme, die durch Wahl der Sendezeit beziehungsweise durch technische Maßnahmen (Verschlüsselung der Programme) normalerweise von Minderjährigen nicht gesehen werden können. Die Mitgliedstaaten waren verpflichtet, diese Bestimmungen mit „angemessenen Maßnahmen“ zu gewährleisten, und sie durften ebenfalls strengere Vorschriften im Inland festsetzen.

### Gegendarstellung
Jede natürliche oder juristische Person hatte, unabhängig ihrer Nationalität, das Recht auf Gegendarstellung, wenn ihre Interessen – insbesondere Ehre und Ansehen – durch Behauptung falscher Tatsachen in Mitleidenschaft gezogen worden wurden. Dieses Recht galt in Bezug auf alle Fernsehveranstalter, die der Rechtshoheit eines Mitgliedstaates unterworfen waren. Das Recht auf Gegendarstellung war im Richtlinienentwurf von 1986 noch nicht enthalten.

## Kritik an der Fernsehrichtlinie
An der Richtlinie wurde von vielen Seiten Kritik geübt, sowohl grundsätzliche, etwa die Regelungskompetenz der EU bzw. den Regelungsbedarf überhaupt und die 'Stoßrichtung′ der Richtlinie betreffend, als auch auf einzelne Bestimmungen, vor allem die Quotenregelung und ihre Umsetzung, bezogene.
Kritiker der Fernsehrichtlinie sahen keine eindeutige Handlungskompetenz der EU für den Bereich Rundfunk. Der EWG-Vertrag ermächtigte nur die Regelung wirtschaftlicher Sachverhalte. Gegner der Richtlinie, beispielsweise die deutschen Bundesländer, sahen den Rundfunk aber als eine „originär kulturelle Veranstaltung“, der in die Zuständigkeit der Mitgliedstaaten fällt. Für die EU ist der Rundfunk jedoch ein Wirtschaftsgut mit kulturellen Aspekten. Dies begründet sie damit, dass „jede unentgeltliche Tätigkeit ungeachtet ihres Inhaltes oder ihrer Bedeutung […] eine Dienstleistung darstell[t]“.
Die Gemeinschaft hat keine umfassende Kompetenz für den Bereich Rundfunk, sondern nur für bestimmte Teilgebiete. Der Europäische Gerichtshof betont in seiner ständigen Rechtsprechung, dass die Verbreitung von Fernsehsendungen eine Dienstleistung ist. Dennoch ist die Gemeinschaft nicht dazu berechtigt, ein umfassendes Rundfunkregulierungsrecht für sich in Anspruch zu nehmen, da das bereits genannte Subsidiaritätsprinzip und die Kulturklausel (Artikel 128 des Maastrichter Vertrages) dies eindeutig unterbinden. Die Kulturklausel besagt, dass es keine eigene europäische Kulturpolitik geben wird und die EU in diesem Bereich nur unterstützend wirksam werden darf. Demzufolge muss eine Lösung gefunden werden, die beiden Seiten gerecht wird und die weder den wirtschaftlichen noch den kulturellen Aspekt überbetont.
Im Zentrum der Kritik stand außerdem der ‚Dienstleistungscharakter‘, der den Medien zugeschrieben wird. Entsprechend bezug sich die Richtlinie fast ausschließlich auf Fernsehen als ‚Marktgut‘ und bedeutet – konform mit den Zielen des gemeinsamen Binnenmarktes – weniger eine Neuregulierung, als vielmehr eine Deregulierung. „Harmonisierung durch Liberalisierung“ kommt dabei vor allem den Interessen der kommerziellen Anbieter entgegen, während die öffentlich-rechtlichen Anstalten allein aufgrund ihrer Struktur und Zielsetzung wenig profitieren. Diese können durch den ihnen auferlegten Grundversorgungsauftrag schlecht beziehungsweise gar nicht am Wettbewerb teilnehmen. Zudem besagt der Artikel 87 (ex-Art. 92) des EG-Vertrages, dass „staatliche oder aus staatlichen Mitteln gewährte Beihilfen […] die durch die Begünstigung bestimmter Unternehmen oder Produktionszweige den Wettbewerb verfälschen oder zu verfälschen drohen, mit dem gemeinsamen Markt unvereinbar […] sind“.